# Технологический институт Джорджии
Технологи́ческий институ́т Джо́рджии (англ. Georgia Institute of Technology, сокр. Georgia Tech) — крупный образовательный и научно-исследовательский центр в Атланте, штат Джорджия.
Имеет филиалы в Саванне (США), Меце (Франция), Атлоне (Ирландия), Шанхае (Китай) и Сингапуре.

## История
Идея создания высшей технологической школы в Джорджии возникла в 1865 году в период Реконструкции Юга. Два бывших офицера Конфедеративных Штатов Америки — майор Джон Флетчер Хэнсон (промышленник) и политик Натаниэль Эдвин Харрис, ставшие после Гражданской войны в США известными гражданами в городе Мейкон, штат Джорджия, решили, что Юг страны нуждается в улучшении своих технологий, чтобы конкурировать с промышленной революцией, которая происходила на Севере. Для этого крайне необходимо было наличие технологического учебного заведения, чтобы сделать рывок в этом аграрном регионе США.
В 1882 году Законодательное собрание штата Джорджия разрешило комитету во главе с Натаниэлем Харрисом посетить северо-восток США, чтобы воочию увидеть, как функционируют технологические школы. На них произвели впечатление модели политехнического образования, разработанные и применяемые в Массачусетском технологическом институте и в Worcester County Free Institute of Industrial Science (ныне Вустерский политехнический институт).
13 октября 1885 года губернатор Джорджии Генри Макдэниел подписал закон о создании и финансировании новой высшей школы. В 1887 году американский пионер из Атланты Ричард Питерс пожертвовал государству участок земли площадью в 1,6 гектара из его Питерс-парка. В то время эта земля находилась недалеко от северной границы города Атланта.
Осенью 1888 года открылась Технологическая школа Джорджии, располагавшаяся в двух зданиях. В одном здании (ныне Tech Tower) были классы для обучения студентов; во втором располагались технические мастерские, котельная и машинное отделение.
20 октября 1905 года президент США Теодор Рузвельт посетил это учебное заведение Джорджии и на ступенях Tech Tower произнес речь о важности технологического образования, после чего обменялся рукопожатием с каждым из студентов.
В 1912 году начала проводить занятия Вечерняя коммерческая школа Технологического института Джорджии (Georgia Tech’s Evening School of Commerce). В 1917 году эта школа приняла свою первую ученицу, хотя законодательный орган штата официально не разрешал посещение женщинами вузов до 1920 года. Энни Уайз стала первой женщиной-выпускницей в 1919 году, а в следующем году первой женщиной-преподавателем Технологического института Джорджии. Коммерческая школа позже отделилась от Технологического института и в конечном итоге стала Университетом штата Джорджия.
Технологическая школа Джорджии получила свое нынешнее название Технологический институт Джорджии в 1948 году. В отличие от большинства технологических университетов США, технологический институт Джорджии является государственным учреждением. С 1968 года женщины смогли поступать на все программы института, а первое женское общежитие, Fulmer Hall, открылось в 1969 году. Весной 2009 года женщины составляли 30,3% студентов и 25,3% аспирантов университета.

## Деятельность

### Структура
В состав института входит 6 колледжей:
- Колледж архитектуры (College of Architecture)
- Колледж менеджмента (College of Management)
- Колледж гуманитарных наук (College of Liberal Arts[англ.])
- Колледж компьютерных наук (College of Computing[англ.])
- Инженерный колледж (College of Engineering[англ.])
- Колледж естественных наук (College of Sciences[англ.])

### Научная деятельность
Часть научной работы ведется в специализированных исследовательских центрах и лабораториях института:
- Центр робототехники и интеллектуальных машин (англ.)
- Лаборатория нейроинжиниринга[9]
- Центр нанотехнологических исследований в Маркусе (англ.)
- Центр вспомогательных технологий и экологического доступа (англ.)
- Ядерный исследовательский центр им. Нили (англ.)
- Технологический исследовательский институт Джорджии (англ.)

### Президенты
- 1888—1896 − Айзек Хопкинс[англ.]
- 1896—1906 − Лайман Холл[англ.]
- 1906—1922 − Кеннет Мэтисон[англ.]
- 1922—1944 − Марион Бриттен[англ.]
- 1944—1956 − Блейк ван Леер[англ.]
- 1957—1968 − Эдвин Харрисон[англ.]
- 1969—1971 − Артур Хансен[англ.]
- 1972—1986 − Джозеф Петтит[англ.]
- 1987—1992 − Джон Кресин[англ.]
- 1994—2008 − Джеральд Клаф[англ.]
- 2009—2019 − Джордж Петерсон[англ.]
- 2020—наст. время − Анхель Кабрера[англ.]

### Выпускники
В числе многих известных выпускников университета были:
- Джимми Картер — 39-й президент США и нобелевский лауреат.
- Кэри Муллис — нобелевский лауреат (1993).
- Mike Duke[англ.] — один из руководителей сети Wal-Mart.
- James D. Robinson III[англ.] — один из руководителей American Express и The Coca-Cola Company.
- Ричард Трули — астронавт и директор NASA.
- Chaim Gingold[англ.] и Mike Pinkerton[англ.] — члены команд разработчиков Spore и Mozilla.
- Джон Янг — девятый астронавт, ступивший на поверхность Луны.
- Крис Бош — игрок НБА.
- Деррик Фэйворс — игрок НБА.
- Хуан Карлос Варела Родригес — президент Панамы.